# Какодемономания
Какодемономания (от др.-греч. κᾰκοδαίμων — одержимый злой силой (состоит из κᾰκός «злой» + δαίμων «дух», «демон») + μανία — страсть, безумие; англ. cacodemonomania) — устаревшее понятие психиатрии, синонимичное такими терминами как «демономания» и «демонопатия», обозначавшими разновидность мономании (также устаревшего на данный момент расстройства), при которой больной одержим идеями «вселения» в него одного или нескольких «демонов», либо самого Сатаны.

## История
Какодемономания — один из двух типов демономании, которые выделял Жан-Этьен Доминик Эскироль в своей книге «О душевных болезнях, рассматриваемых в медицинских, гигиенических и судебно-медицинских отношениях» (фр. «Des Maladies mentales considérées sous les rapports médical, hygiénique et médico-légal») (1838).
Сотни лет одержимость «злыми духами» считалась причиной психических расстройств.

## Современное состояние
В современной же медицине термин «одержимость демонами» («демономания») не является диагнозом МКБ-10 или DSM-5, хотя в МКБ-10 есть описание расстройства «F44.3 Транс и одержимость» для которого характерна вре́менная потеря личностной идентичности и полная неосознанность окружающего. В адаптированной для использования в Российской Федерации версии МКБ-10 имеется уточнение: «некоторые поступки больного управляются другой личностью, духом, божеством, или „силой“». В МКБ-11 расстройство транса и одержимости разделилось на два различных диагноза: трансовое расстройство и трансовое расстройство одержимости.
Часто у тех, кого называли «одержимым демонами» наблюдались типичные симптомы таких неврологических заболеваний и/или психических расстройств, как истерическое расстройство личности, психозы различной этиологии, в том числе шизофрения, маниакальный синдром, синдром Туретта, эпилепсия или расстройство множественной личности. При этом бредовая убеждённость в собственной одержимости демонами чаще встречается у лиц с шизофренией.
В настоящее время бред одержимостью демонами встречается, но редко.